# Angelspit
Angelspit ist eine australische Electronic-Band aus Sydney.

## Bandgeschichte
Angelspit wurde 2004 von DestroyX (Amelia Tan) und Zoog (Karl Learmont) gegründet. Noch im selben Jahr wurde die EP Nurse Grenade veröffentlicht. Diese enthielt neben sieben eigenen Liedern noch drei Remixe von Liedern anderer Bands. 2006 erschien dann das erste Studioalbum Krankhaus. Die erste Singleauskopplung war Vena Cava zu der auch ein Musikvideo gedreht wurde. Nur ein Jahr später veröffentlichten Angelspit eine Remix CD namens Surgically Atoned mit Remixen von Bands, wie Combichrist oder The Tenth Stage. Diese CD war allerdings nur über den eigenen Internetshop begrenzt verfügbar. Am 11. Juni 2008 erschien dann das zweite Studioalbum Blood Death Ivory nach einjähriger Arbeit in Berlin und Sydney. Das Design hatte, wie schon beim Vorgängeralbum DestroyX übernommen. Dieses enthielt, im Gegensatz zu Krankhaus härtere Elemente aus Metal und Techno. Dabei konzentrierte sich die Band darauf das Album härter und innovativer, jedoch nicht mehr so organisch klingen zu lassen, wie den Vorgänger. Zum Erscheinen der zweiten Remix CD Black Kingdom Red Kingdom rief Angelspit einem Remix Wettbewerb auf, der sowohl auf die graphischen Elemente als auch auf die Musik bezogen war. Daraus entstand ein inoffizielles Remixalbum, das Angelspit zum freien Download anboten. Auf der offiziellen Remix CD befanden sich Remixe von KMFDM, Alec Empire, Ayria und anderen Bands. Mit dieser CD wurden vier Poster geliefert, die einen graphischen Remix von Blood Death Ivory darstellen sollten. Die CD war über den eigenen Internetshop und – in Deutschland – über InfraRot zu erhalten.
Noch im selben Jahr wurde die Veröffentlichung des dritten Studioalbums Hideous and Perfect bekanntgegeben. Das Album erschien am 9. September 2009 als zweite CD in Angelspits eigenem Label Black Pill Red Pill. Zuvor war schon Black Kingdom Red Kingdom unter diesem Label veröffentlicht worden. Nach eigener Aussage wurde das Label gegründet, um mehr kreative Freiheit zu erhalten. Mit Hideous and Perfect erschien das zweite Musikvideo der Band, Fuck the Revolution. Dieses wurde von Freunden und Mitstudenten Destroys produziert. Im Zuge des Videodrehs entstand auch das Artwork, welches besonders durch das extravagante Make-up Destroys heraussticht. Das Album wurde in drei Versionen (für Australien und Europa, für Amerika und für Japan) produziert. Die deutsche Version enthielt neben dem Inlay ein Poster mit dem Artwork und den Texten auf der Rückseite. Nach der Veröffentlichung gingen Angelspit mit KMFDM auf Tour durch die USA und zogen von Sydney nach New York. Am 10. Oktober 2010 erschien die neue Remix-CD von Hideous and Perfect, Larva Pupa Tank Coffin, mit Remixen von zum Beispiel Dave Foreman und neuen Songs. Im März 2011 erschien dann sogar noch die zweite Remix-CD, Carbon Beauty.

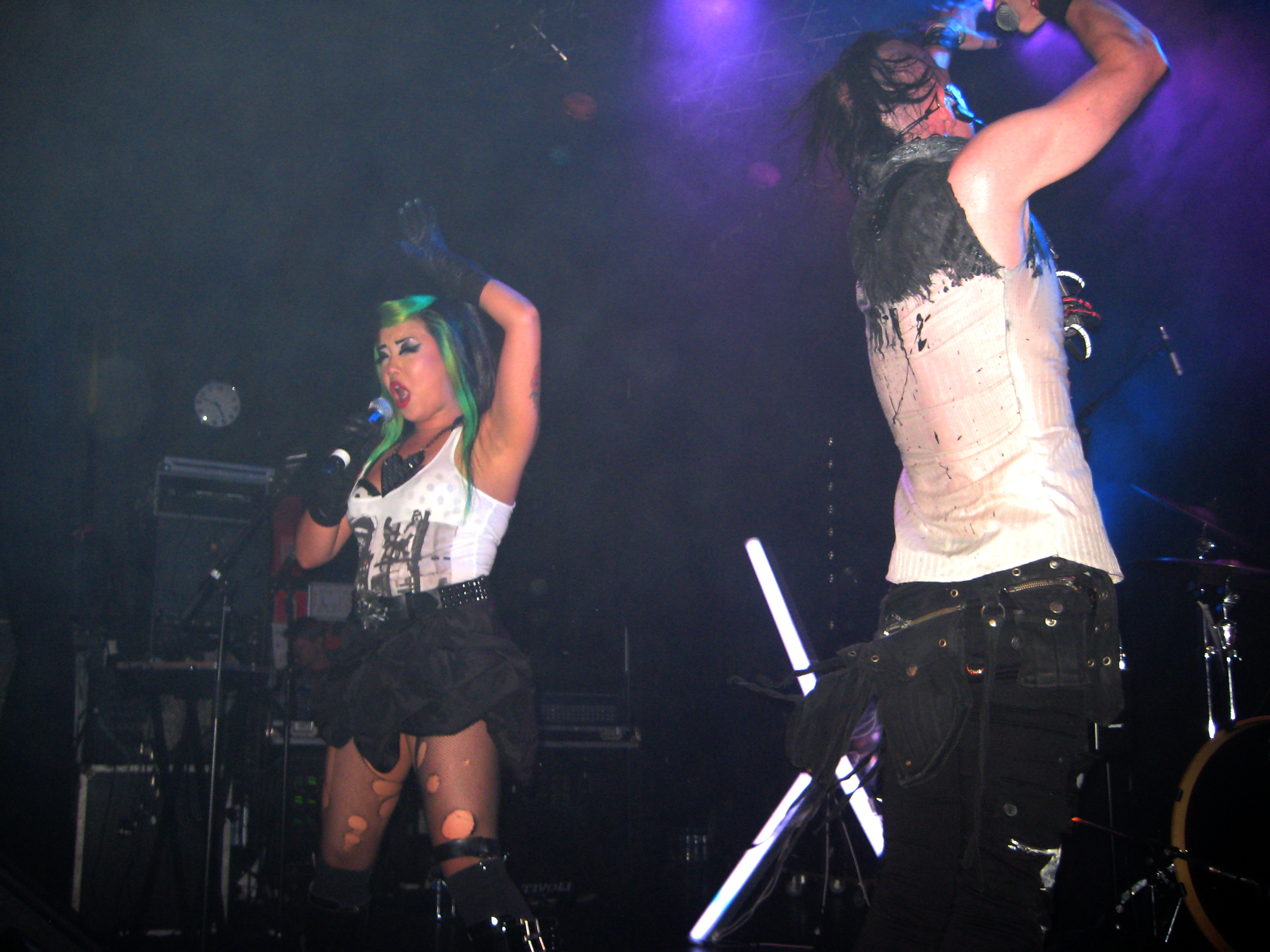
Angelspit, 2011

Angelspit gab im April 2011 den Beitritt von drei weiteren Bandmitgliedern bekannt: Gitarristin Valerie Gentile (Black Tape for a Blue Girl, The Crüxshadows), Schlagzeuger Chris Kling (Hanzel und Gretyl, Mortiis) sowie The Liar, welcher nach einem Wettbewerb als neuer Videoeditor ausgewählt wurde. Mit dieser neuen Besetzung wurde im Oktober 2011 das vierte Studioalbum Hello My Name Is veröffentlicht. Am 9. November 2011 wurde bekannt, dass Matt James, vormaliger Live-Drummer während der „Let Them Eat Distortion“ Europa-Tournee und der „All the Rage“ USA-Tournee, Chris Kling als ständiges Bandmitglied ersetzt.
Am 24. Januar 2012 wurde die offizielle Filmmusik von Underworld: Awakening veröffentlicht, welche den exklusiv für den Film eingespielten Song Sunrise von Angelspit enthält. Bald darauf fand vom 6. Februar bis 27. Februar 2012 die Defibrillator Remix Competition statt. Nachdem fast 100 Remixes eingegangen waren, entschieden Angelspit am 16. März, die besten zehn Songs als Sweet Chemical Boy Remix-Album kostenlos zum Download zur Verfügung zu stellen. Eine Veröffentlichung auf CD steht noch aus.
Im September 2019 erschien das Album Bang Operative, welches durch eine Crowdfunding-Kampagne finanziert wurde.
Auch das neunte Album The Ignorance Cartel, geschrieben vor und produziert während der COVID-19-Pandemie wurde 2020 mit einer Kickstarter Kampagne finanziert.

## Diskografie

### Studioalben
- Juni 2006: Krankhaus (Eigenveröffentlichung/Dancing Ferret Discs, CD/Download, Neuveröffentlichung Januar 2007)
- Juni 2008: Blood Death Ivory (Eigenveröffentlichung/Dancing Ferret Discs, CD/Download)
- Sep. 2009: Hideous and Perfect (Black Pill Red Pill/Metropolis, CD/Download)
- Okt. 2011: Hello My Name Is (Metropolis, CD/Download)
- Okt. 2017: Black Dog Bite (Dark Star Fusion, CD/Download)
- Sep. 2019: Bang Operative (CD/Download)
- Nov. 2020: The Ignorance Cartel (Crowdfunded, CD/Download)

### Remix-Alben
- Jan. 2007: Surgically Atoned (Black Pill Red Pill, CD/Download)
- Mai 2009: Blood Death Ivory Remix Competition (Black Pill Red Pill, CD/Download, offizielle Remix-CD mit 15 ausgewählten Remixen)
- Mai 2009: Black Kingdom Red Kingdom (Black Pill Red Pill, CD/Download)
- Okt. 2010: Larva Pupa Tank Coffin (Metropolis, CD/Download)
- März 2011: Carbon Beauty (Metropolis, CD/Download)
- März 2012: Sweet Chemical Boy Remix Competition (nur Download, CD-Release ausstehend, offizielle Remix-CD mit 10 ausgewählten Remixen)

### EPs
- Okt. 2004: Nurse Grenade (Eigenveröffentlichung, CD/Download, Neuveröffentlichung Januar 2007)

### Musikvideos
- 2007: Vena Cava (Drew Bowie and Brad Wylie)
- 2009: Fuck the Revolution (Thomas Marcusson)
- 2010: Sleep Now (Thomas Marcusson and Stephanie Rajalingam)
- 2011: Toxic Girl (Tamas Mesmer)
- 2011: Like It? Lick It! (The Liar and Angelspit)